# Тикканен, Мярта
Марта Элеонора Тикканен урождённая Мярта Кавониус (фин. Märta Tikkanen; 3 апреля 1935, Хельсинки, Финляндия) — финская писательница, сценаристка, педагог, журналистка, феминистка. Пишет на шведском языке.

## Биография
Дочь педагогов. В 1953 году окончила шведскоязычную среднюю школу для девочек в Хельсинки, изучала философию в Хельсинкском университете. Работала репортёром в Hufvudstadsbladet в 1958—1961 годах, в была старшим преподавателем шведского языка в Drumsö Svenska Samskola в 1962—1966 гг., директором шведскоязычного колледжа Хельсинки в 1972—1980 гг.
Автор реалистических романов о жизни женщин, в том числе «Сага о любви века» (1978) и «Интимные дела» (1996), а также драм и сценариев фильмов.
Была замужем за писателем и художником Хенриком Тикканеном. Вырастив четверых детей, в начале 1970-х годов стала участницей феминистского движения.

## Избранная библиография
- 1970: nu imorron
- 1972: Ingenmansland
- 1974: Vem bryr sig om Doris Mihailov
- 1975: Män kan inte våldtas
- 1978: Århundradets kärlekssaga
- 1979: Våldsam kärlek
- 1981: Mörkret som ger glädjen djup
- 1982: Sofias egen bok
- 1986: Rödluvan
- 1989: Storfångaren
- 1992: Arnaía kastad i havet
- 1992: Bryta mot lagen
- 1996: Personliga angelägenheter
- 1998: Sofia vuxen med sitt MBD
- 2004: Två
- 2010: Emma och Uno. Visst var det kärlek

## Награды
- Премия Svenska Litteratursällskapet (1973, 1979, 1982)
- Премия Толландера (1999)
- Государственная премия Tiedonjulkistamisen valtionpalkinto (1983)
- Медаль Kiitos kirjasta -mitali (1979)
- Nordiska Kvinnors Litteraturpris (1979)
- Медаль Pro Finlandia (1992)
- Премия Suomi (1996)
- Премия Фредрики Рунеберг (Fredrika Runeberg -palkinto, 2001)
- Stadin Friidu (2000)
- Премия Шведской академии Финляндии (2002)
- Государственная премия Финляндии по литературе (2011)
- Ruotsin Akatemian Signe Ekblad-Eldhs -palkinto Шведской академии (2014)